# Stephan Hering-Hagenbeck

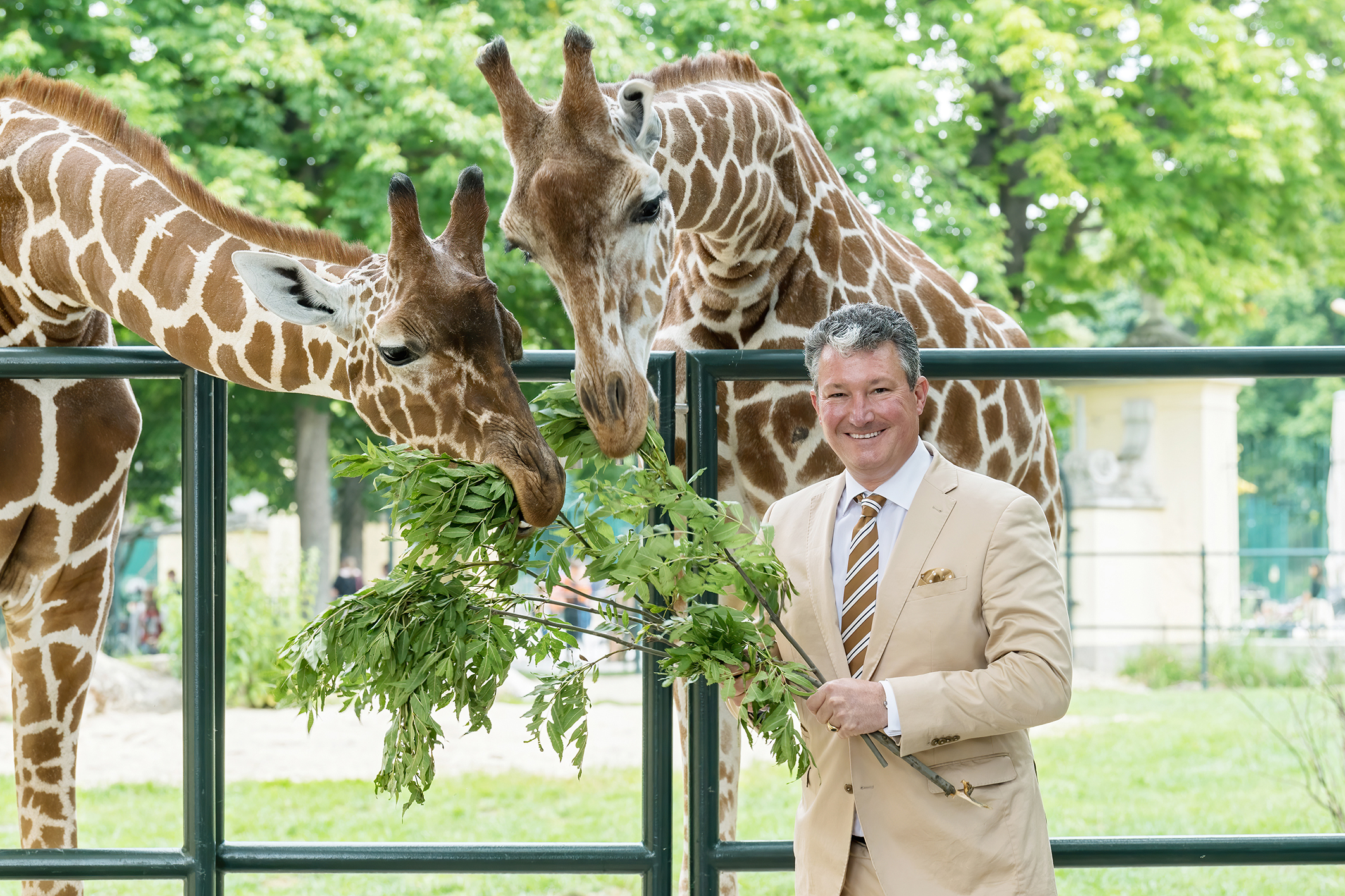
Stephan Hering-Hagenbeck im Tiergarten Schönbrunn

Stephan Hering-Hagenbeck (* 29. September 1967 in Frankfurt am Main als Stephan Hering) ist ein deutscher Zoologe. Seit 2020 ist er Alleingeschäftsführer des Tiergartens Schönbrunn in Wien.

## Leben

### Familiärer Hintergrund
Durch die berufliche Tätigkeit seines Vaters Norbert Hering übersiedelte Stephan Hering im Alter von fünf Jahren nach Südafrika. Seine Kindheit dort bezeichnet er als sehr prägend für sein weiteres Leben. In Südafrika wurde sein Interesse an der Natur und an Tieren geweckt. Sein erstes Haustier war eine Schlange, die er im Alter von sechs Jahren von seinen Schulkameraden als Geschenk bekam.

### Ausbildung und berufliche Laufbahn
Stephan Hering studierte Biologie mit Fachrichtung Parasitologie in Bochum, in Paris und an der Humboldt-Universität zu Berlin. Im Rahmen seines Studiums an der Humboldt-Universität lernte er seine Frau Bettina Hagenbeck kennen. Für Forschungsarbeiten im Zuge seiner Dissertation über die Parasitenfauna wildlebender Reptilien in Südafrika kehrte er für fünf Jahre nach Afrika zurück.

### Arbeit für zoologische Gärten
Mit Bettina Hagenbeck heiratete der Zoologe 1995 in eine Tiergärtnerfamilie ein. Der Tierpark Hagenbeck in Hamburg hat eine lange Tradition und entwickelte wegweisende Innovationen wie Panoramen und Grabenanlagen. 2000 wurde er Betriebsleiter im Tierpark Hagenbeck, 2005 bis 2012 war er Geschäftsführer. Im Sommer 2012 kehrte sein Schwiegervater Carl Claus Hagenbeck aufgrund von Zwistigkeiten mit dem Familienzweig um Joachim Weinlig-Hagenbeck in die Tierparkleitung zurück, Hering-Hagenbeck rückte auf den Posten des zoologischen Direktors. Ab Juni 2015 führten Friederike Hagenbeck und Hering-Hagenbecks Frau Bettina Hagenbeck die Geschicke des Tierparks. Laut Hamburger Morgenpost lagen beide „im Clinch“. Im Oktober 2018 wurde Hering-Hagenbeck gekündigt. 2020 gaben Friederike und Bettina Hagenbeck die Geschäftsführung des Tierparks Hagenbeck ab.
In seiner Amtszeit in Hamburg zeichnete Hering-Hagenbeck verantwortlich für zahlreiche Bauprojekte, wie das Tropen-Aquarium (2007), die Elefanten-Freilaufhalle (2006), das Neue Eismeer (2012), die Onageranlage (2012) und das Känguruhabitat (2011). Gemeinsam mit seinem Schwiegervater Claus Hagenbeck konzipierte er den „Orang-Utan Dome“ (2003), eine innovative, überdachte Außenanlage. Das Tropen-Aquarium (21,5 Mio. €) und das Neue Eismeer (20,5 Mio. €) waren die größten Projekte, die der Tierpark Hagenbeck seit seiner Eröffnung 1907 umgesetzt hatte.
2015 gründete er ein Generalplanungs- und Architekturbüro für Zoos und Aquarien. Mit seinem Partner, Architekt Sezai I. Candan, und seinem Team entwickelte er unter anderem das Polarium im Zoo Rostock und die Elefantenanlage im Tierpark Berlin. Darüber hinaus hat er mit seiner Expertise im Bereich der Anlagengestaltung über zehn Jahre lang zoologische Gärten weltweit beraten: von Pairi Daiza in Belgien über den Moskauer Zoo bis zum Zoo Al Ain in den Vereinigten Arabischen Emiraten.
Ende Oktober 2019 wurde Hering-Hagenbeck von Bundesministerin Elisabeth Udolf-Strobl und Wolfgang Schüssel, Aufsichtsratsvorsitzender des Schönbrunner Tiergartens, als Nachfolger von Dagmar Schratter als Direktor des Tiergartens Schönbrunn präsentiert, er folgte ihr am 1. Januar 2020 in dieser Funktion nach. Im Juli 2024 wurde er für eine fünfjährige Funktionsperiode ab dem 1. Jänner 2025 wiederbestellt.

## Mitgliedschaften
- Vize-Präsident des Verbandes der Zoologischen Gärten e.V. (VdZ)
- Präsident der Österreichischen Zoo Organisation (OZO)[8]
- Präsident des Vereins „Tierschutz macht Schule“
- Präsidiumsmitglied der „Austrian Leading Sights“ (ALS)[9]
- Mitglied im Aufsichtsrat von „Wild Welfare“
- Mitglied im wissenschaftlichen Beirat des Opel Zoos in Kronberg
- Mitglied des Beirates „Citizen Conservation“
- Gründungsmitglied der „Cryo-Brehm“ Bio-Bank für Stammzelllagerung exotischer Tiere
- Gründungsmitglied der FORSCHUNG CONTRA BLINDHEIT – Initiative Usher-Syndrom e. V.
- Beiratsmitglied im B.A.U.M. e. V.

## Publikationen (Auswahl)
- HERING-HAGENBECK, S. 2012. Tieranlagen im Wandel der Zeit – Von der Kreatur zum Mitgeschöpf. Bongo, Sonderband zum 125 jährigen VDZ-Jubiläum, S. 127-139.
- HERING-HAGENBECK, S. 2012. A review of Elephant Management in European Zoos. 77 Years: The history and Evolution of the World Association of Zoos and Aquariums 1935-2012, by Penn, Gusset & Dick, Book. p.132-133.
- HERING-HAGENBECK, S. 2012. Changes in Elephant Management in European during the last centuries. Manual of the IVY Zoo Symposium, 17-19 May 2012 Abstract. S. 30.
- HERING-HAGENBECK, S. 2011. Elefantenhaltung und Management in den Zoologischen Gärten Europas. Natur und Wissen, Mitteilungen aus dem Naturwissenschaftlichen Verein in Hamburg, 7(8):9.
- GEHRKE, G.; CZEKALLA, C.; HERING-HAGENBECK, S. & Radmann, K.-J. 2011. Kälte aus Brunnenwasser für das neue Eismeer des Tierparks Hagenbeck. DVGW Jahresrevue, Sonderausgabe für das deutsche Gas- und Wasserfach 2011/2012, 2(12):54-56.
- CIBA, P., HERING-HAGENBECK, S. & KRUSE, C. 2010. Untersuchung und Archivierung von Stammzellen aus Wildtieren; hier Schneeleopard (Uncia uncia) und Rothschildgiraffe (Giraffa camelopardalis rothschildi), Der Zoologische Garten, N.F., 79:132-139.
- HERING-HAGENBECK, S. & PRAHL, A. 2008. The Persian onager EEP; current situation and future plans. EAZA News, 63:12.
- GILLE, K. & HERING-HAGENBECK S. 2007. Carl Hagenbeck und die Przewalskipferde Erforschung biologischer Ressourcen der Mongolei, 10:359-369.
- LHERMITTE N., BAIN O. & HERING-HAGENBECK S. 2007. Three species of Skrjabinelazia (Nematoda: Seuratidae) parasitic in Gekkonidae and Lacertidae from South Africa, Europe and Australia. Systematic Parasitology, 13:125-137.
- HERING-HAGENBECK, S., BOOMKER, J. & PETTER, A. 2002. Redescription of some Thelandros and Tachygonetria spp. (Pharyngodonidae: Oxyuroidea) from the omnivorous plated lizard, Gerrhosaurus validus validus A. Smith, 1849 in South Africa. Onderstepoort Journal of Veterinary Research, 69:31-51.
- HERING-HAGENBECK, S., BOOMKER, J. & PETTER, A. 2002. Redescription of some Spauligodon spp. and Parapharyngodon spp., and of Skrjabinodon mabuyae (Sandground, 1936) Inglis, 1968 (Pharyngodonidae: Oxyuroidea) from insectivorous lizards in South Africa. Onderstepoort Journal of Veterinary Research, 69:7-29.
- HERING-HAGENBECK, S., BOOMKER, J. & BAIN, O. 2001. A new nematode Spiruridae, second species of the genus Paraspirura Sandground, 1936 parasite of reptiles; relationships with Protospirura and Spriura, parasites of mammals. Journal of Parasitology, 87:838-844.
- PAPERNA, I., BOULARD, I., HERING-HAGENBECK, S. & LANDAU, I. 2001. Fine structure of Leishmania amastingotes found in erythrocytes of the South African gecko Pachydactylus turneri. Parasite.
- HERING-HAGENBECK, S. & BOOMKER, J. 2000. A check-list of the nematode parasites of South African Serpentes (snakes) and Sauria (lizards). Onderstepoort Journal of Veterinary Research, 67:1-13.
- HERING-HAGENBECK, S., BOOMKER, J., PETIT, J., KILLICK-KENDRICK, M. & BAIN, O. 2000. Description and life cycle of Madathamugadia hiepei n.sp. (Splendidofilariinae: Nematoda), a parasite of a South African gecko. Systematic Parasitology, 47:207-213.
- HERING-HAGENBECK, S. & BOOMKER, J. 1998. Spauligodon timbavatiensis n.sp. (Nematoda: Pharyngodonidae) from Pachydactylus turneri (Sauria: Gekkonidae) in the Northern Province, South Africa. Onderstepoort Journal of Veterinary Research, 65:153-158.
- HERING-HAGENBECK, S. 1998. Unusual feeding behaviour of the Common Rough-scaled Lizard (Ichnotropis squamulosa) in captivity. African Herb News, 27:13-14.
- HERING-HAGENBECK, S. & SCHUSTER, R. 1996. A focus of opisthorchiidosis in Germany. Applied Parasitology, 37:260-265.
- SCHUSTER, R., WANJEK, C. & HERING-HAGENBECK, S. 1998. Untersuchung von Karpfenfischen (Cyprinidae) auf Metacercarien der Familie Opisthorchiidae. Mitteilungen der Österreichischen Gesellschaft für Tropenmedizin und Parasitologie, 20:123-130.
- SCHUSTER, R., KAUFMANN, A. & HERING-HAGENBECK, S. 1997. Untersuchungen zur Endoparasitenfauna der Hauskatze in Ostbrandenburg. Berliner und Münchner Tierärztliche Wochenzeitschrift, 110:48-50.

## Auszeichnungen (Auswahl)
- 2001: Ehrenmedaille der Südafrikanischen Gesellschaft für Parasitologie
- 2009: B.A.U.M.-Umweltpreis[10]